# Бэйцзян

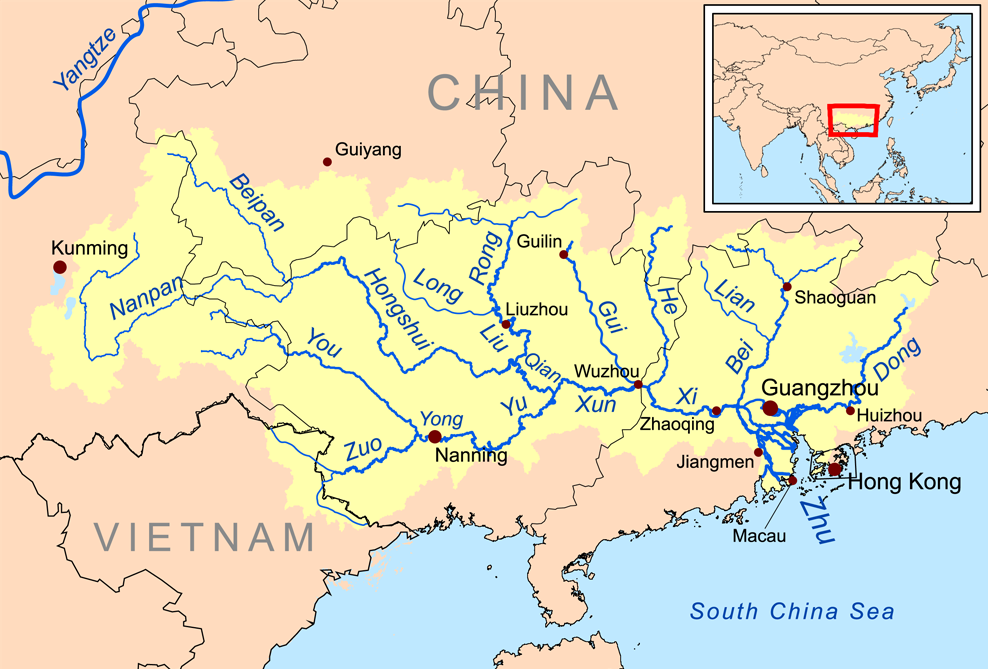
Бассейн реки Чжуцзян. Река Бэйцзян течёт с севера, от Шаогуаня к Гуанчжоу

Бэйцзя́н (кит. упр. 北江, пиньинь Běi Jiāng, букв. «Северная река») — река в китайской провинции Гуандун.
Длина реки — 468 км.
Сама река образуется из слияния рек Ушуй и Чжэньшуй в городе Шаогуань.

## Происшествия
В декабре 2005 года было зафиксировано десятикратное превышение содержания кадмия, из-за сброса загрязненной воды во время ремонта Шаогуаньского плавильного завода. В результате экстренного вброса сорбентов и воды из водохранилищ, за несколько дней удалось понизить концентрацию опасных химических веществ.
18 ноября 2008 года произошло столкновение двух судов, одно из которых затонуло, однако его экипаж был спасен другим.

## Топографические карты
- исток — Лист карты G-49-XXX Шаогуань. Масштаб: 1 : 200 000.
- устье — Лист карты F-49-XI. Масштаб: 1 : 200 000. Указать дату выпуска/состояния местности.